# Кицштайнхорн
Кицштайнхорн (нем. Kitzsteinhorn) — гора в основной части альпийской гряды в Капруне, земля Зальцбург, Австрия. Максимальная высота горы — 3203 м над уровнем моря.
Долгое время фуникулер на Кицштайнхорне был самым высоким и безопасным, он стартовал из долины на высоте 911 м. Опора фуникулера долгое время была самой длинной — 113,6 м длиной при диаметре 2,2 м Катастрофа в посёлке Капрун 11 ноября 2000 года унесла жизни 155 человек.
В 2001 году фуникулер был заменен на GletscherjetI (Glacier Jet I), 24-местный фунитель (кабинная канатная дорога). Гондола GletscherjetII вступила в строй в следующем, 2002 году. На крыше станции на высоте 3035 метров есть обзорная площадка.

## Панорама

Панорама с Кицштайнхорна